# SR-71 (banda)
SR-71 es una banda que se formó en Baltimore Maryland, Estados Unidos. Son conocidos por su sencillo "Right Now" (2000), y "Tomorrow" (2002) , y se acreditan como los autores de "1985" del grupo Bowling for Soup (2004). El nombre de la banda vino de SR-71 Blackbird, un jet "jubilado" de la fuerza aérea de Estados Unidos. La banda fue originalmente conocida como Honor Among Thieves.
A partir del 2007, la banda se encuentra actualmente en un "estado neutro" indefinido después de que sacaron su tercer álbum "Here We Go Again" en 2004. Mitch Allan, cantante y guitarrista de la banda, tendrá su proyecto como solista, mientras que los miembros de "SR-71" podrían aparecer como acompañantes en su grabación.

## Miembros actuales
- Mitch Allan - Vocalista principal, guitarra (1998-presente)
- Mike Ruocco - Bajo, Coros (2003-presente)
- John Allen - Batería, Coros (2002-presente)

## Miembros originales
- Mitch Allan - Vocalista - Guitarra, Tsta Principal, Guitarra (1998-presente)
- Thomas Montecinos - Bajo, (1969-1986 †)
- Mark Beauchemineclado, Coros n Garvin - Batería, Coros (1998-2000)(1998-2003)
- Jeff Reid - Bajo, Teclado, Coros (1998-2003) (muerto el 11 de junio de 2004)[1]

Mitch Allan es el único miembro del grupo que aparece en los tres álbumes lanzados. El baterista original Dan Garvin apareció solo en el primer álbum, antes de salir para unirse a la banda Nine Days por un tiempo corto. Fue sustituido por John Allen. Los originales, guitarrista y bajista fueron Mark Beauchemin y Jeff Reid, respectivamente. Estuvieron solo en los dos primeros álbumes, pero después la gira promocional para el segundo álbum "Tomorrow", dejaron al grupo, Jeff Reid por razones médicas (cáncer de pulmón) y murió después de una larga lucha. A partir de 2007, Beauchemin estaba trabajando como el guitarrista de Vanessa Carlton. Después de la salida de Beauchemin y Reid, Pat DeMent se unió a la banda como guitarrista y Mike Ruocco como bajista.

## Discografía
| Fecha de Lanzamiento  | Título                 | Etiqueta    | Lugar en el US Billboard | Ventas |
| --------------------- | ---------------------- | ----------- | ------------------------ | ------ |
| 20 de junio de 2000   | (en)Now You See Inside | RCA         | #81                      | Gold   |
| 22 de octubre de 2002 | (en)Tomorrow           | RCA         | #138                     |        |
| 4 de mayo de 2004     | (en)Here We Go Again   | Crown Japan |                          |        |

## Recopilación de Soundtracks
- Cool Traxx! 2 (2000) - "Last Man On The Moon"
- Listen To What The Man Said (2001) - "My Brave Face"
- Loser Soundtrack (2000) - "Right Now"
- Splashdown Soundtrack (2001) - "Right Now"
- Crossing All Over Vol. 13 (2001) - "Right Now"
- The New Guy Soundtrack (2002) - "Let It Whip"